# Youngstown SteelHounds
Die Youngstown SteelHounds waren ein US-amerikanisches Eishockey-Team in Youngstown, Ohio, das von 2005 bis 2008 in der CHL, einer nordamerikanischen Minor League, spielte.

## Geschichte
Seit seiner Gründung trug das Team seine Heimspiele im 5.700 Zuschauer fassenden Chevrolet Centre aus, der erste Sieg gelang am 4. November 2005 mit einem 4:3 gegen die Oklahoma City Blazers. Am Ende der Premierensaison belegte das Team den zweiten Platz in der Northeast Division.
Der Name SteelHounds leitet sich von der Youngstown in Vergangenheit und Gegenwart dominierenden Stahlindustrie, Besitzer des Teams war Herb Washington. Als Trainer fungierte Kevin Kaminski, den Posten des General Manager belegte Joe Gregory. Die Hauptnahrung des Maskottchens Crusher waren Rind und Krebse, eine Anspielung auf die Ligakonkurrenten Fort Worth Brahmas und Bossier-Shreveport Mudbugs.
Aufgrund mehrerer Verstöße gegen die Satzung der Central Hockey League wurde das Franchise am 2. Juni 2008 offiziell vom Spielbetrieb dieser ausgeschlossen.